# Лесниково (Муромский район)
Лесниково — деревня в Муромском районе Владимирской области России, входит в состав Ковардицкого сельского поселения.

## География
Деревня расположена в 12 км на север от центра поселения села Ковардицы и в 17 км на северо-запад от Мурома.

## История
Первое упоминание деревни Лесниково в составе Старокотлицкого прихода находится в окладных книгах 1676 года. В ней был двор помещика Данила Юматова и 16 крестьянских дворов. В конце XIX века в деревне имелось 74 двора
В конце XIX — начале XX века деревня входила в состав Новокотлицкой волости Муромского уезда.
С 1929 года деревня входила в состав Савковского сельсовета Муромского района, с 2005 года — в составе Ковардицкого сельского поселения.

## Население
| 1859 | 1897 | 1905 | 1926 | 2002 | 2010 | 2012 |
| ---- | ---- | ---- | ---- | ---- | ---- | ---- |
| 341  | ↗621 | ↘502 | ↗609 | ↘100 | ↘77  | ↗112 |
| 2021 |      |      |      |      |      |      |
| ↗122 |      |      |      |      |      |      |